# Sammy Davis Jr.
Samuel George „Sammy” Davis, Jr. (New York, 1925. december 8. – Beverly Hills, Kalifornia, 1990. május 16.) amerikai előadóművész.

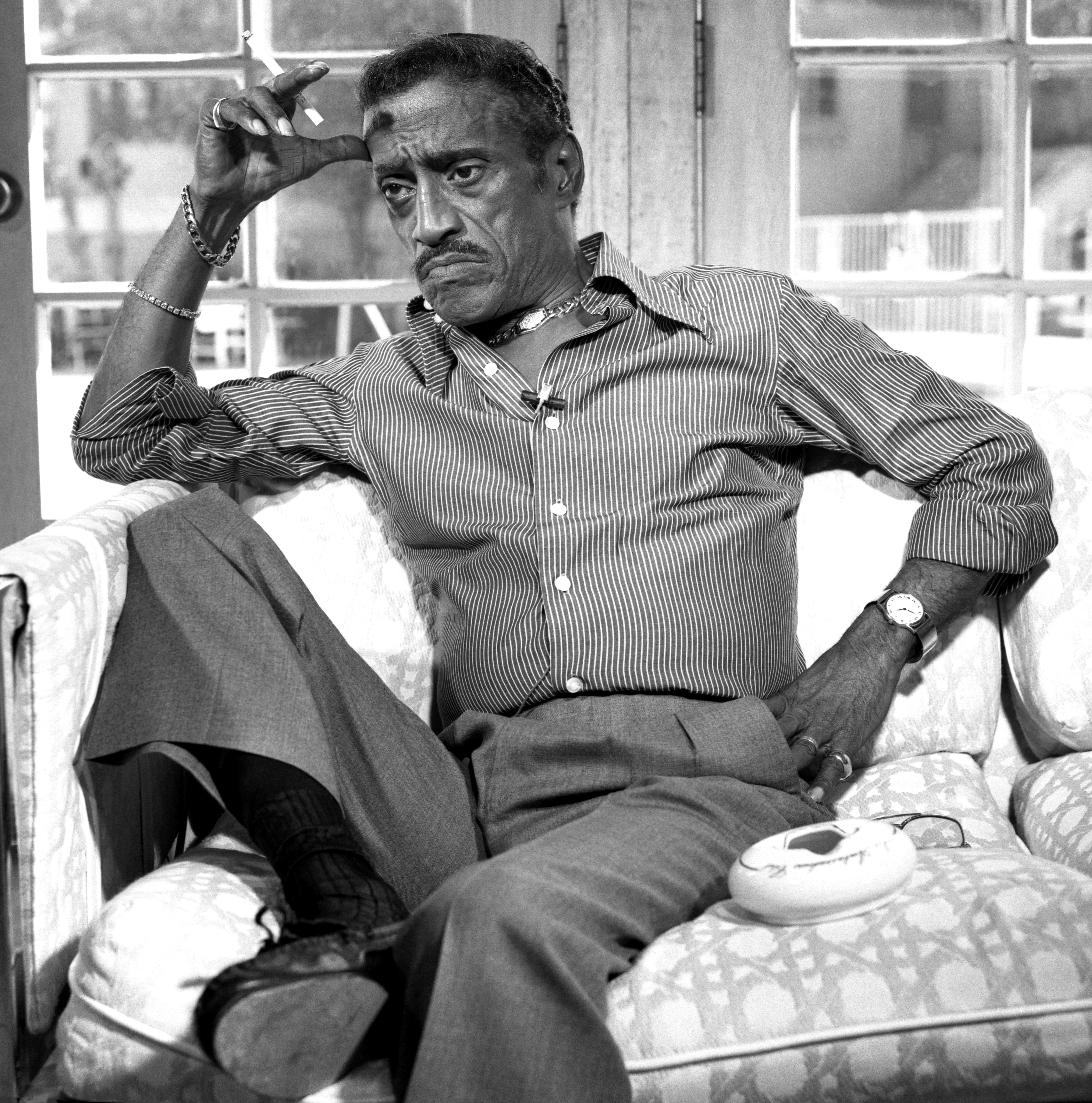
1986-ban

## Életpályája
Édesapja, Sammy Davis Sr. (1900–1988) is előadóművész volt. Mellette és nagybátyja, Will Mastin (1878–1979) mellett már kisgyerek korában színpadra lépett. Zenés szórakozóhelyeken, később a Broadwayen szerepelt különféle produkciókban. Táncolt, énekelt, ütőhangszereken, vibrafonon, trombitán játszott.
Mr. Showbusiness-nek, a világ legjobb szórakoztatójának nevezték. Legnagyobb sikerét a Mr. Wonderful című zenés darabban aratta, s ez a beceneve is lett. Másik emlékezetes szerepe Clifford Odets az Aranyifjú című drámája musical változatának főhőse. A négerek egyenjogúságáért küzdő művész, a Frank Sinatra köré csoportosult haladó felfogású színészek egyike volt. 1954-ben egy autóbalesetben elvesztette a bal szemét. 1959-től kezdve az egyik sztárja volt az amerikai filmiparnak.
Az 1960-as években Londonban vendégszerepelt.
Híres filmszerepe volt Sporting Life a Porgy és Bess (1959) filmváltozatában. Filmjei közül jelentős az 1963-ban bemutatott Koldusopera amerikai változata; továbbá az Ádámnak hívták (1966) és a Édes Charity (1969). Utolsó filmje a Sztepp volt (1989).
Egyike volt a Las Vegas-i Rat Pack előadóművész csoport tagjainak.

## Magánélete
1958–1959 között Loray White volt a felesége. 1960–1968 között May Britt (1934–) svéd színésznő volt a párja. 1970–1990 között Altovise Davis (1943–2009) amerikai színésznő volt a házastársa.

## Filmjei

### Színészként
- Rufus Jones for President (1933) (filmzene is)
- Seasoned Greetings (1933)
- Sweet and Low (1947)
- Meet Me in Las Vegas (1956) (filmzene is)
- General Electric Theater (1958–1961)
- Anna Lucasta (1958)
- Porgy és Bess (1959) (filmzene is)
- A dicső tizenegy (1960)
- Pepe (1960)
- A három őrmester (Sergeants 3) (1962)
- Koldusopera (Die Dreigroschenoper) (1963)
- Convicts 4 (1962)
- Johnny Cool (1963) (filmzene is)
- Robin és a 7 gengszter (1964) (filmzene is)
- Lidércnyomás a napon (Nightmare in the Sun) (1965)
- The Second Best Secret Agent in the Whole Wide World (1965)
- Batman (1966)
- Ádámnak hívták (A Man Called Adam) (1966) (filmzene is)
- Alice in Wonderland or What’s a Nice Kid Like You Doing in a Place Like This? (1966) (filmzene is)
- Só és bors (Salt and Pepper) (1968) (filmzene is)
- The Fall (1969)
- Édes Charity (1969) (filmzene is)
- The Mod Squad (1969–1970)
- Még egy alkalom (One More Time) (1970) (filmzene is)
- Elvis: Ahogyan lenni szokott (Elvis: That's the Way It Is) (1970)
- Gyémántok az örökkévalóságnak (1971)
- Save the Children (1973)
- Gone with the West (1975)
- Sammy Stops the World (1978)
- Ágyúgolyó futam (1981)
- Heidi's Song (1982)
- Cracking Up (1983)
- Fantasy Island (1983–1984)
- Broadway Danny Rose (1984)
- Ágyúgolyó futam 2. (1984)
- Alice csodaországban (1985) (filmzene is)
- Knights of the City (1986)
- The Perils of P.K. (1986)
- Sztepp (1989) (filmzene is)
- The Kid Who Loved Christmas (1990)

### Filmzenéi
- Szabálytalan szabályos (1967)
- Jeannie, a háziszellem (1967)
- The Hollywood Palace (1967–1969)
- Tánc, a csodák csodája (1985)
- Pénznyelő (1985)
- Holdfény Parador felett (1988)
- Zsarolók városa (1997)
- A filmcsináló (1999)
- Mi kell a nőnek? (2000)
- Eszement Freddy (2001)
- Jóban-rosszban (2001)
- Dokik (2003)
- Leharcolt oroszlánok (2003)
- Madagaszkár (2005)
- Táncolj, ha tudsz! (2009–2014)
- Gamer – Játék a végsőkig (2009)
- Felhangolva (2010)
- Suszter, szabó, baka, kém (2011)
- Állati dokik (2012)

## Lemezei
- Collectors series (1949)
- Boy meets girl (1957)
- Sammy davis jr. At town hall new york (1958)
- Porgy and Bess (1959)
- The wham of sam (1962)
- All-star spectacular starring Sammy Davis Jr. impersonating (1962)
- Salutes the london palladium (1963)
- A treaasury of golden hits (1963)
- What kind of fool am i (1963)
- As long as she needs me (1963)
- The shelter of your arms (1964)
- Sings the big ones for the young lovers (1964)
- Count Basie-Sammy Davis Jr. (1965)
- California suite (1965)
- Sammy's back on broadway (1965)
- If I ruled the world (1965)
- Sammy davis jr meets sam butera and the witnesses (1965)
- Our shining hour (1965)
- The sound of '66 (1966)
- Sammy davis jr sings and laurindo almeida plays (1966)
- Live on stage at the sands las vegas (1967)
- Sammy davis jr. Entertainer no 1 (1967)
- Sammy davis jr sings the complete 'dr. Dolittle' (1967)
- Lonely is the name (1968)
- I've gotta be me (1968)
- The goin's great (1969)
- Sammy steps out (1970)
- The sounds of sammy davis jr. (1970)
- Star-collection (1970)
- Something for everyone (1970)
- It's a musical world (1972)
- Portrait of sammy davis jr. (1972)
- Sammy davis jr. Now (1972)
- Greatest songs (1972)
- Sammy(tv show)soundtrack (1973)
- That's entertainment (1974)
- The song and dance man (1976)
- Hearin' is believin (1977)
- What i got on my mind (1982)
- Closest of friends (1982)

## Díjai
- Grammy-díj az év daláért (1963)
- Grammy-díj (Életműdíj) (2001)